# Refuge d’Argentière
Das Refuge d’Argentière (auch Argentière-Hütte) ist eine Berghütte der Sektion Chamonix-Mont-Blanc  des Club Alpin Français im französischen Département Haute-Savoie.

## Lage und Zugang
Das Refuge d’Argentière liegt in der östlichen Mont-Blanc-Gruppe auf 2771 m am Südwestfuß der Aiguille d’Argentière. Westlich der Hütte verläuft der Glacier d’Argentière.
Die Hütte wird von Argentière erreicht. Der Zustieg erfolgt meist mit Hilfe der Seilbahn Croix de Lognan (Mittelstation der Aiguille-de-Grand-Montet-Seilbahn), von dort über die Seitenmoräne auf den Glacier d’Argentière und weiter über den Gletscher zur Hütte. Weitere Möglichkeiten sind der Zustieg direkt von Argentière oder der Zustieg von der Aiguille des Grands Montets über den Glacier des Rognons, der vor allem im Winter benutzt wird.

## Gipfeltouren
Die Hütte dient als Stützpunkt für zahlreiche Bergunternehmungen unterschiedlichsten Charakters in der Umgebung.
Mehrere Touren auf die Aiguille d’Argentière, wie etwa der Normalweg über den Glacier du Milieu, die Westflanke, welche zum Nordwestgrat führt, das Y-Couloir (Südcouloir) oder der Jardingrat (Südwestgrat) können von dem Refuge d’Argentière erreicht werden. Weiterhin erreichbar ist die Tour Noir über den Normalweg (Südostflanke), ebenso die Westflanke auf den Mont Dolent.
Auf der gegenüberliegenden Seite des Glacier d’Argentière befinden sich die Nordwände der Bergkette Aiguille de Triolet – Les Courtes – Les Droites – Aiguille Verte, über die zahlreiche bekannte Extremanstiege führen, so etwa auf die Verte das Couturiercouloir und das Cordiercouloir; die klassische Nordwand und die Voie Jackson auf die Droites; die Schweizerführe auf die Courtes oder die Gréloz-Roch auf die Aiguille de Triolet.
Im Winter dient die Hütte als Ausgangspunkt für Skitouren und als möglicher Stützpunkt der bekannten Skitourendurchquerung Haute Route.

## Einzelnachweise

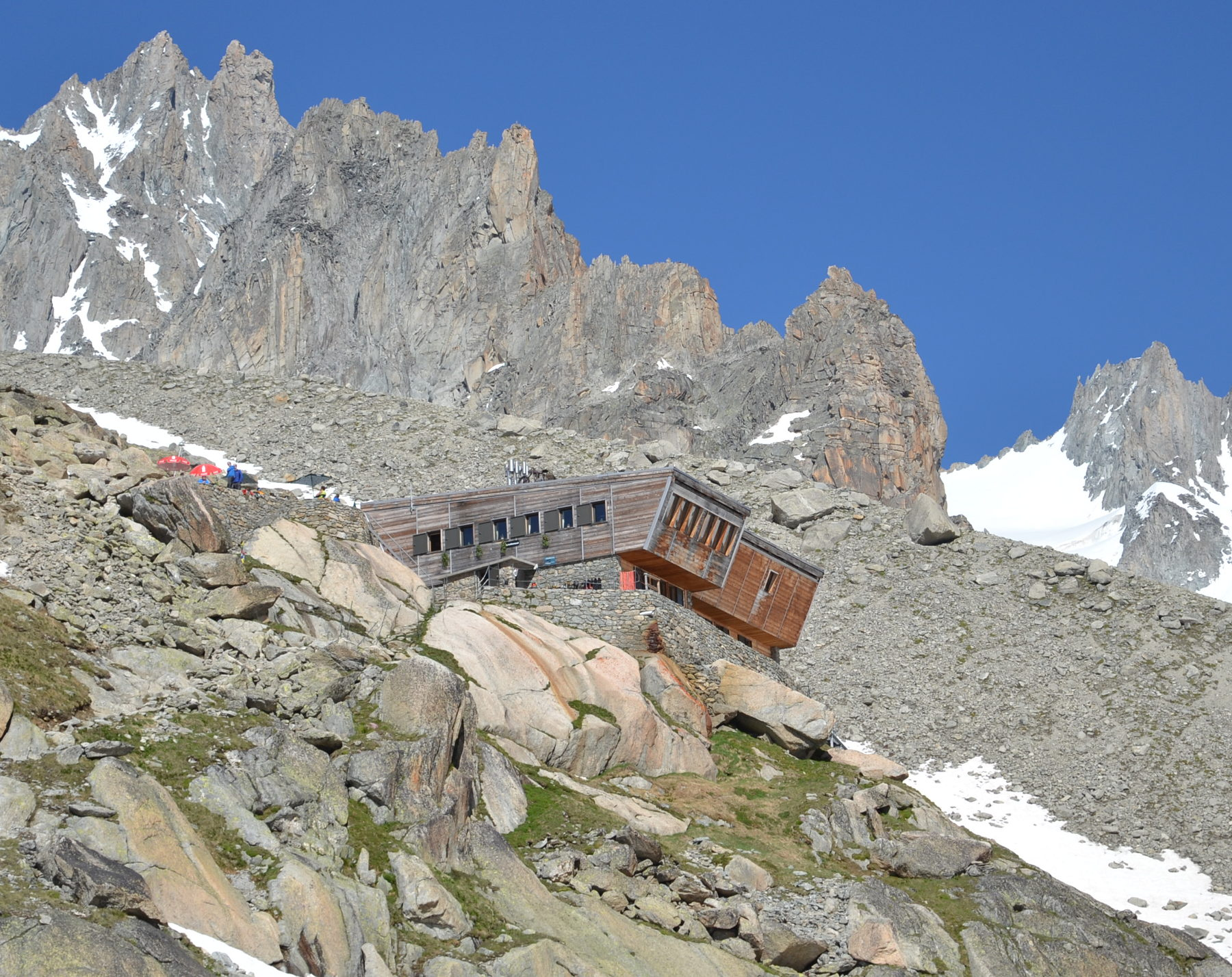
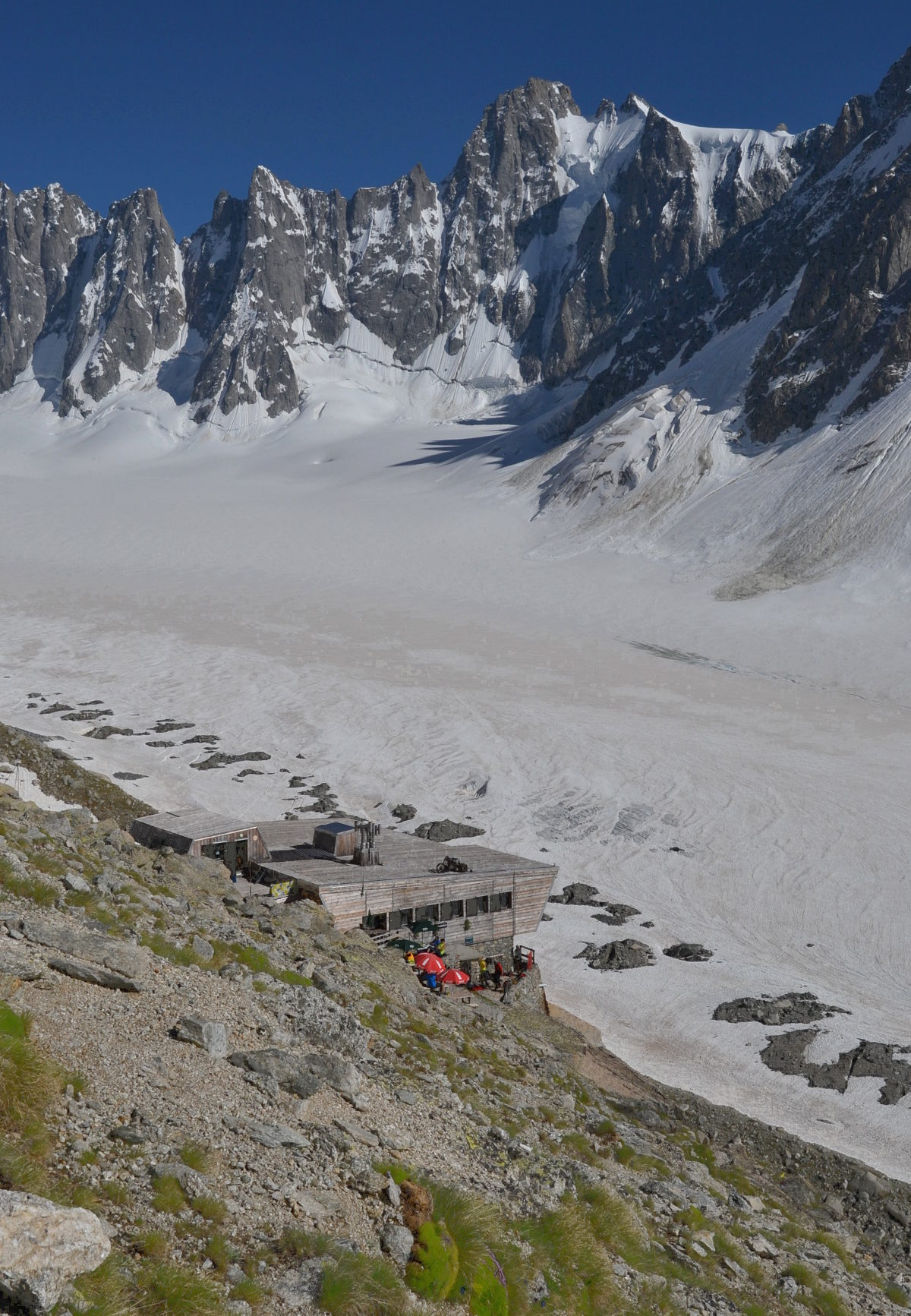